# BMW iDrive

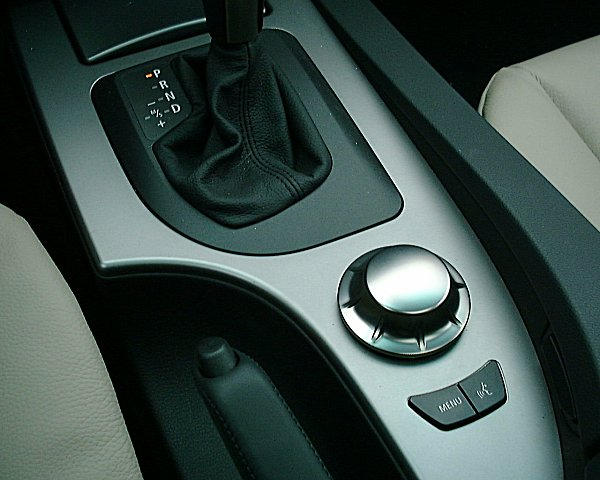
iDrive-Controller im 5er (2005)

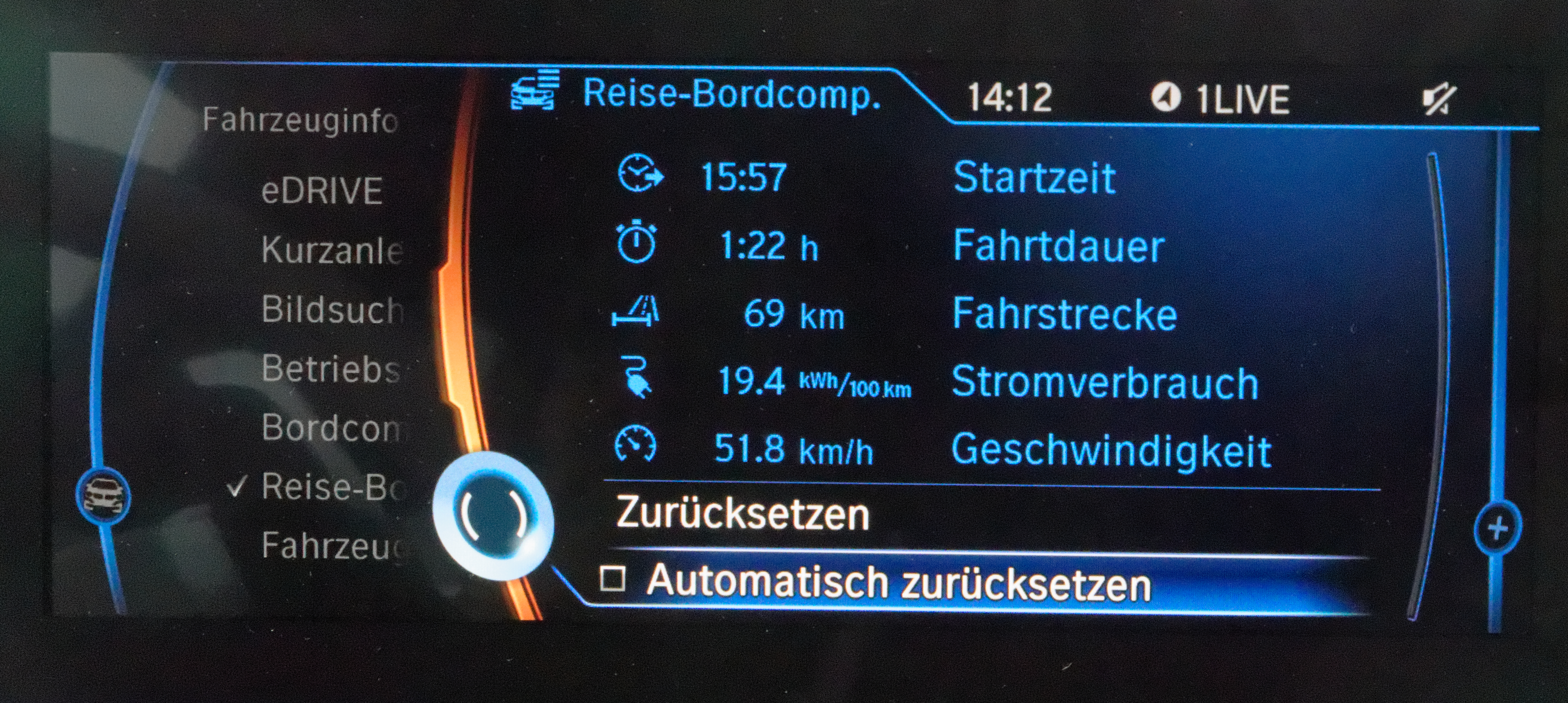
iDrive Display im i3 (2016)

iDrive ist das Bedienkonzept des Infotainmentsystems von BMW. Es basiert auf dem Multimediasystem der (ehemaligen) CAA AG. Durch die Übernahme der CAA AG durch Harman Becker Automotive Systems ging das Know-how auf diese über. Harman Becker entwickelte das System weiter und liefert dies nun als Premiumlieferant von BMW, Mercedes und Porsche zu. Es verfügt über ein großes LC-Display in der Mitte des Armaturenbretts und wird vorwiegend über einen einzigen Knopf – den sogenannten iDrive-Controller – und mehrere Schnellwahltasten gesteuert, bei den neueren Systemen (mit Einführung der Headunit NBT Evo, siehe unten) ist zusätzlich das Display als Touchscreen ausgeführt. iDrive soll alle Komfortfunktionen (vor allem Navigations-, Telekommunikations-, Audio- und Fahrwerkseinstellungen) integrieren und somit die Anzahl der Bedienknöpfe und Regler stark reduzieren. Bei gleichzeitiger Erhöhung der Funktionsvielfalt soll dadurch die Fahrzeugbedienung erleichtert werden.
Das aktuelle iDrive verfügt in allen Baureihen bei Navigation Professional über ein 8,8 Zoll großes Display (Ausnahme: 7er-Reihe mit 10,25 Zoll und einer Auflösung von 1440 × 540 Pixeln sowie 6er-Reihe, 5er-Reihe und 5er GT mit 10,2 Zoll) mit einer Auflösung von 1280 × 480 Pixeln. Die 3D-Kartendaten werden auf einer Festplatte bereitgehalten, die zudem als Speicher für MP3-Musikdaten dient. Ein DVD-Laufwerk dient unter anderem zur Datenaktualisierung und kann darüber hinaus Video-DVDs und Audio-CDs abspielen. Über eine optionale USB-Schnittstelle können sowohl USB-Datenträger als auch Mobiltelefone und iPod-Geräte mit dem Bordrechner verbunden werden. Einige Mobiltelefone können in einer speziell für das jeweilige Telefonmodell hergestellten Ladeschale (Snap-In-Adapter) per Antennenkoppler oder Antennenanschluss an die Fahrzeugaußenantenne angebunden werden.
Über die optionale Onlineanbindung „BMW ConnectedDrive“ kann iDrive mit einer Vielzahl von Telematik- und Assistenzdiensten versorgt werden. Dies beinhaltet neben E-Mails, Nachrichten- und Wetterdaten auch den Service des telefonischen Auskunftsdienstes „BMW Assist“, der Recherche- und weitere Dienste leistet und direkt Navigationsdaten an den Bordrechner übermitteln kann. Auch können Fahrzeug-Diagnosedaten erfasst und direkt an BMW übermittelt werden, woraus dann im Bedarfsfall gezielte Planungen für eine Werkstatt schon vor einer persönlichen Vorführung des Fahrzeugs veranlasst werden können.
Über ein Internetportal können Routen bereits vorab geplant und an das Auto gesendet werden.
Verkehrsinformationen können über Traffic Message Channel (TMC) bezogen werden, bei neueren Systemen auch webbasiert über Real-Time Traffic Information
Darüber hinaus ist es möglich, über einen integrierten Webbrowser auf NetFront-Basis ausgewählte Online-Inhalte abzurufen.

## Chronik

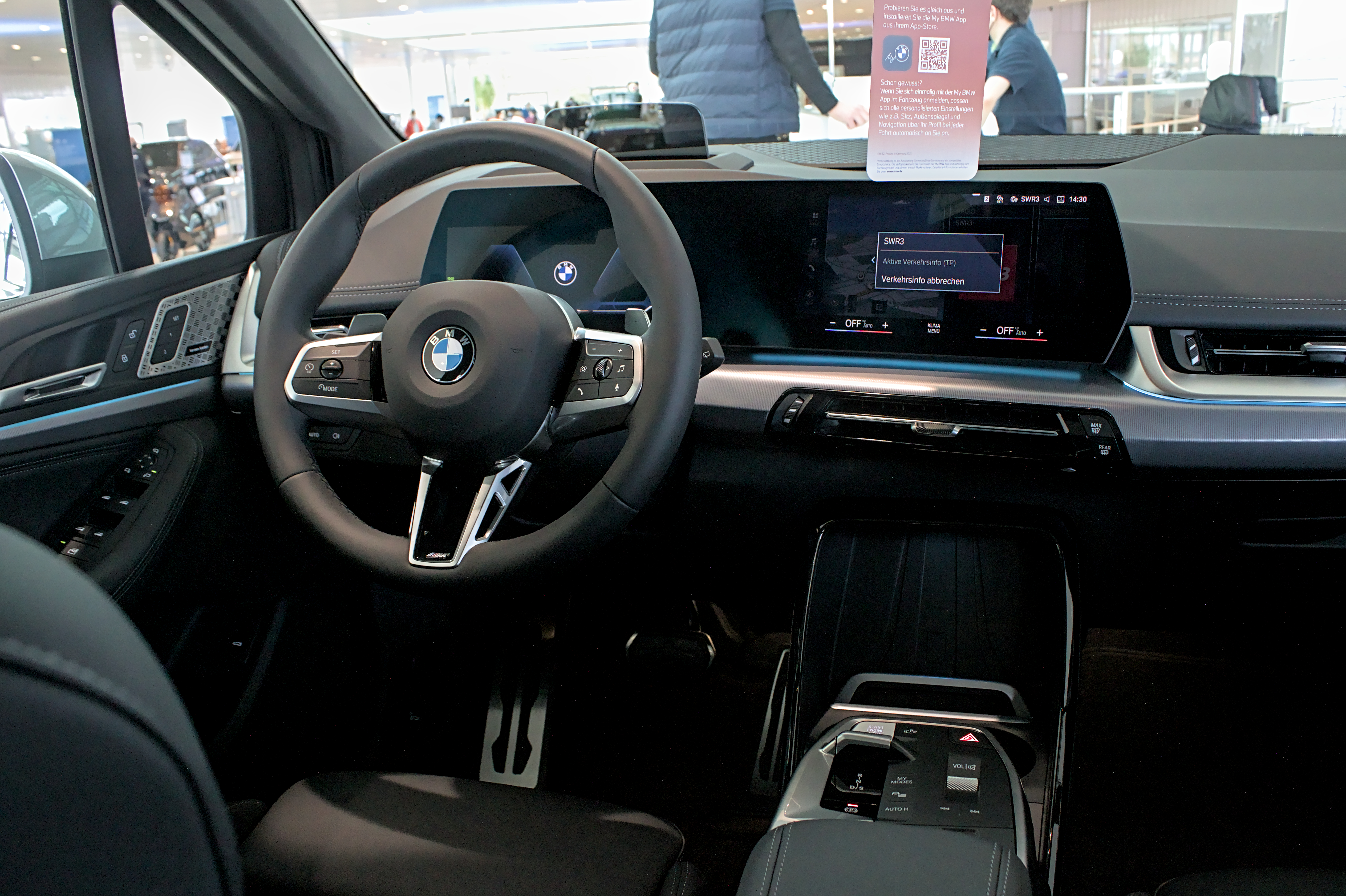
Innenraum eines 2er Active Tourers (2022) mit OS 8 und Curved Displays. Der iDrive Controller entfiel bei diesem Modell bis November 2023.

- Zum ersten Mal präsentiert wurde iDrive im Konzeptfahrzeug BMW Z9 auf der IAA 1999.[5][6]
- Eingeführt wurde das iDrive im November 2001 mit der Vorstellung des neuen BMWs der 7er-Reihe (E65).
- Aufgrund anhaltender Kritik von Kunden und seitens der Fachpresse wurde das iDrive der 7er-Reihe bereits im Oktober 2003 überarbeitet. Neben zahlreichen Vereinfachungen in der Menüführung wurde eine Menütaste hinzugefügt, die ein direktes Zurückspringen von jeder beliebigen Stelle eines Untermenüs ins Hauptmenü ermöglicht.
- Mit Einführung der neuen 5er-Reihe (E60) im Jahr 2003 hielt das iDrive Einzug in die obere Mittelklasse. Die Benutzung wurde weiter vereinfacht. Konsequent wurde die Anzahl der Funktionsschalter und Regler weiter reduziert. Sie sind im E60 im Wesentlichen auf das Multifunktionslenkrad und die Steuerung von Licht, Klimaanlage und Radiolautstärke beschränkt.
- 2005 erfuhr das iDrive im Sportmodell BMW M5 eine Aufwertung um etliche Fahrdynamikfunktionen. So lassen sich das elektronische Stabilitätsprogramm DSC, die elektronische Dämpferkontrolle EDC, die Fahrwerkskomfortabstimmung, die Motorleistung und die Gaspedal-Kinematik verändern.
- Ebenfalls im Jahr 2004 war das iDrive erstmals in der Kompaktklasse, im neuen Modell der 1er-Reihe (E87), als Sonderausstattung verfügbar.
- Um häufig genutzte Unterhaltungsquellen, Navigationsziele oder Telefonnummern schneller anwählen zu können, erhielt das iDrive im März 2007 in den Modellüberarbeitungen von 5er und 1er sowie im aktuellen 3er Coupé und Cabrio und im X5 acht frei programmierbare Stationstasten. Erstmals wurden Tasten mit kapazitivem Schalter verbaut: Der Anwender erhält durch Berühren der Taste eine Vorschau des auf der Taste hinterlegten Inhalts auf dem Bildschirm.
- Mit dem 3er LCI wurde im September 2008 das iDrive der zweiten Generation eingeführt. Dabei erhielt das iDrive zusätzlich Direktwahltasten im Bereich des Controllers. Zudem wurde die Bedienung vereinfacht.
- Mit der Einführung des neuen BMW 7er im Jahre 2015 bekam das iDrive-System erstmals eine Touchscreen-Funktion.
- Im 8er-Coupé G15 wird 2018 die 7. Generation des iDrive, die eine Gestensteuerung enthält, eingesetzt.[7]
- Mit den Elektrofahrzeugen iX und i4 wurde Ende 2021, mit der Head-Unit MGU21, das Operating System 8 eingeführt, welches auf zwei großen gebogenen Displays dargestellt wird[8] und anschließend auch in anderen Modellen Einzug hielt. Beim 2er Active Tourer und X1 von 2022 entfielen die iDrive-Controller; im 2er Active Tourer kam er ab November 2023 zurück.[4]

## Hard- und Softwareversionen
Die im Fahrzeug verbauten Hardware-Rechner des iDrive-Systems werden als Head-Unit bezeichnet. Mit der Einführung neuer Funktionen und Systeme werden auch diese stetig weiterentwickelt.
| Head-Unit                                  | iDrive-Version | Zeitraum  |
| ------------------------------------------ | -------------- | --------- |
| CCC (Car Communication Computer)           | 1.0            | 2003–2009 |
| CIC (Car Information Computer)             | 1.0 und 2.0    | 2008–2015 |
| NBT (Next Big Thing)                       | 2.0 und 3.0    | 2012–2016 |
| NBT Evo (Next Big Thing Evolution, ID4)    | 4.0            | 2015–2016 |
| NBT Evo (Next Big Thing Evolution, ID 5/6) | 5.0 und 6.0    | 2016–2020 |
| MGU18 (Media Graphic Unit)                 | 7.0            | seit 2018 |
| MGU21 (Media Graphic Unit)                 | 8.0            | seit 2021 |
| MGU 22 (Media Graphic Unit)                | 8.5            | seit 2023 |
| IDC 23 (Infotainment Domain Controller)    | 9              | seit 2023 |